# Spengen
Spengen (52° 09′ N, 4° 58′ L) é uma cidade dos Países Baixos, na província de Utrecht (province). Spengen pertence ao município de Breukelen, e está situada a 10 km, a nordeste de Woerden.
A área de Spengen, que também inclui as partes periféricas da cidade, bem como a zona rural circundante, tem uma população estimada em 150 habitantes.

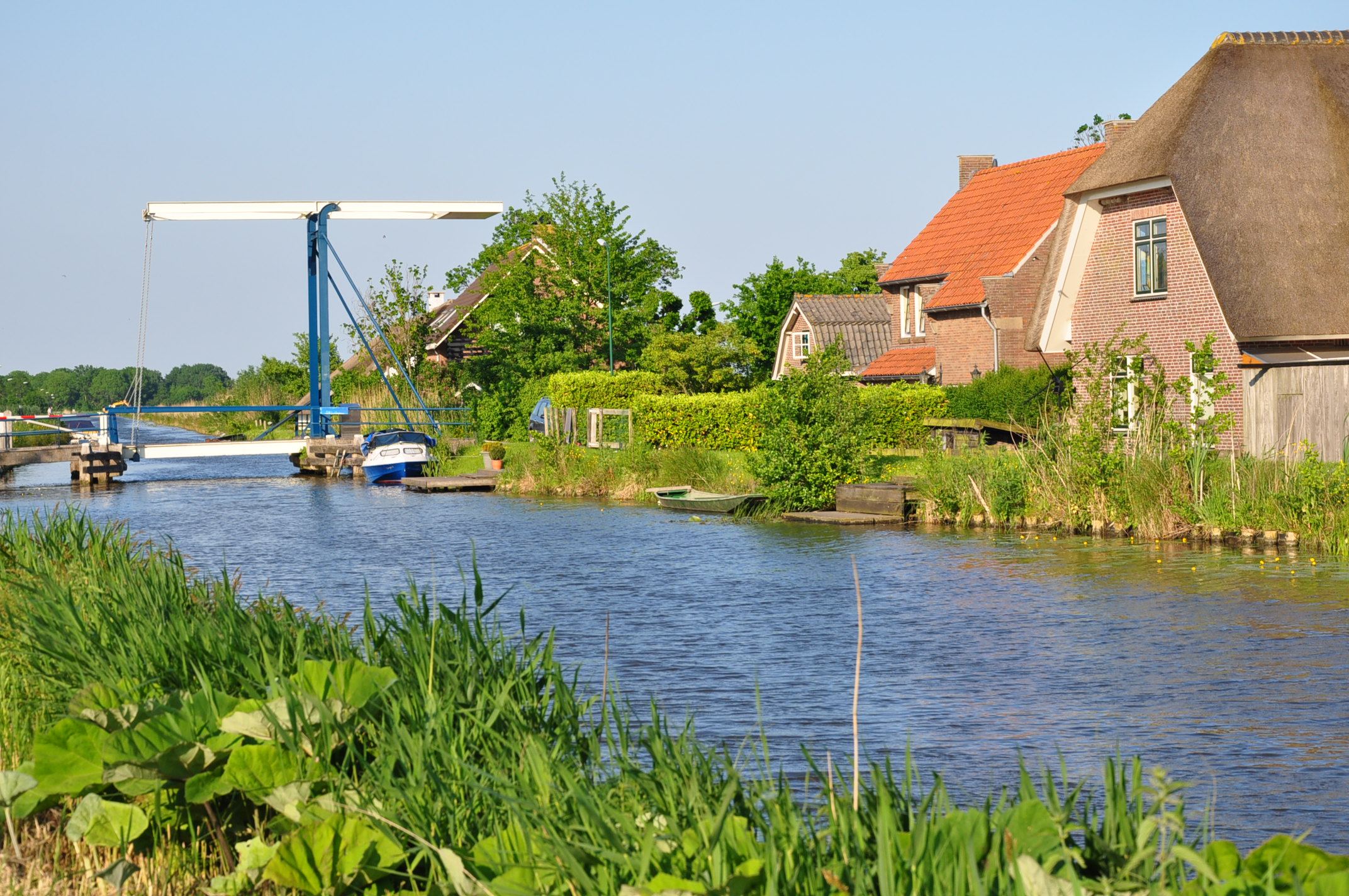
Fazendas ao longo do canal 'Geer' em Spengen.